# Rauma (Kommune)
Rauma ist eine Kommune im norwegischen Fylke Møre og Romsdal. Die Kommune hat 7196 Einwohner (Stand: 1. Januar 2025). Verwaltungssitz ist die Ortschaft Åndalsnes. Dort liegt unter anderem mit dem Straßenabschnitt Trollstigen ein beliebtes Ausflugsziel.

## Geografie

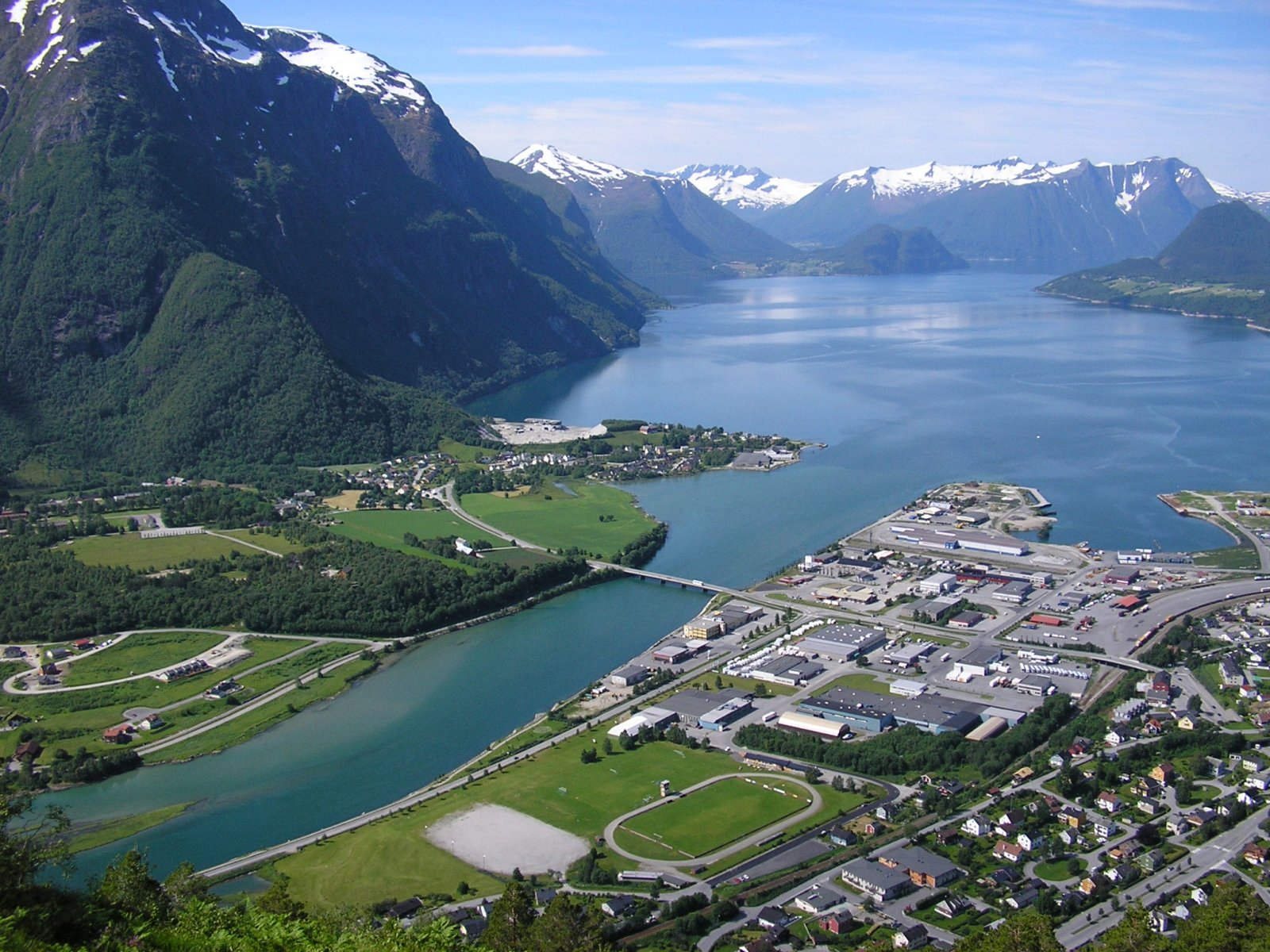
Mündung der Rauma bei Åndalsnes

Die Gemeinde grenzt im Norden und Nordosten an Molde, im Südosten an Lesja, im Süden an Skjåk, im Westen an die Kommune Fjord sowie im Nordwesten an Vestnes. Zu Molde verläuft die Grenze dabei im Norden teilweise im Fjord Langfjorden. Die Grenze zu Lesja und Skjåk stellt zugleich die Grenze zwischen den Fylkern Møre og Romsdal und Innlandet dar. Von Norden kommend und dann Richtung Osten abbiegend reicht der Romsdalsfjord in die Gemeinde Rauma hinein. An dessen Südküste des inneren Teils, der auch Isfjorden heißt, liegt die Ortschaft Åndalsnes. Auch der Ort Isfjorden liegt an der Küste dieses Fjordabschnitts.
Von der Südgrenze kommend führt das Tal Romsdalen in den Norden. Durch das Tal fließt auch der Fluss Rauma, bevor er bei Åndalsnes in das Meer mündet. An beiden Seiten des Tals befinden sich Erhebungen mit über 1500 moh. Im Westen der Rauma liegt unter anderem der Berg Store Trolltind als Teil des Gebirgsmassivs Trolltindene. Im Massiv liegt die Felswand Trollveggen, die die höchste Europas ist. Die Erhebung Puttegga stellt mit einer Höhe von 1999,16 moh. den höchsten Punkt der Kommune Rauma sowie des Fylkes Møre og Romsdal dar. Der Berg liegt an der Grenze zur Gemeinde Fjord. Über die Hälfte der Gemeindefläche liegt auf über 900 moh.
Südlich von Åndalsnes mündet von links der Fluss Istra in den Fluss Rauma. Der Fluss Istra bildet das Isterdalen (deutsch: „Das Istratal“). Durch das Istratal führt die Straße Trollstigen. Die Ostseite des Tales wird vom Gebirgsstock Trolltindene gebildet. Die Westseite des Istratales bilden von Norden nach Süden die Gipfel Varden (1238 m), Svartebottstinden (1207 m), Karitinden (1356 m), Dronninga (1544 m), Kongen (1614 m) und Bispen (1462 m).

## Einwohner
Der Großteil der Bevölkerung lebt entlang des Romsdalsfjords und dessen Seitenarmen. Zu Beginn der 1950er-Jahre begann die Bevölkerungszahl stärker anzusteigen, im Jahr 1955 erreichte sie mit 8615 Einwohnern die höchste Zahl an Einwohnern. Anschließend hielt sie sich gleich oder ging zurück. In der Kommune liegen mehrere sogenannte Tettsteder, also mehrere Ansiedlungen, die für statistische Zwecke als eine städtische Siedlung gewertet werden. Diese sind Isfjorden mit 1546, Åndalsnes mit 2483, Brønnsletten mit 233 und Voll mit 505 Einwohnern (Stand: 1. Januar 2024).
Die Einwohner der Gemeinde werden Raumaværing genannt. Rauma hat wie einige weitere Kommunen der Provinz Møre og Romsdal weder Nynorsk noch Bokmål als offizielle Sprachform, sondern ist in dieser Frage neutral.
| Jahr          | 1986 | 1990 | 1995 | 2000 | 2005 | 2010 | 2015 | 2020 | 2025 |
| ------------- | ---- | ---- | ---- | ---- | ---- | ---- | ---- | ---- | ---- |
| Einwohnerzahl | 7874 | 7819 | 7715 | 7415 | 7336 | 7413 | 7445 | 7468 | 7196 |

## Geschichte

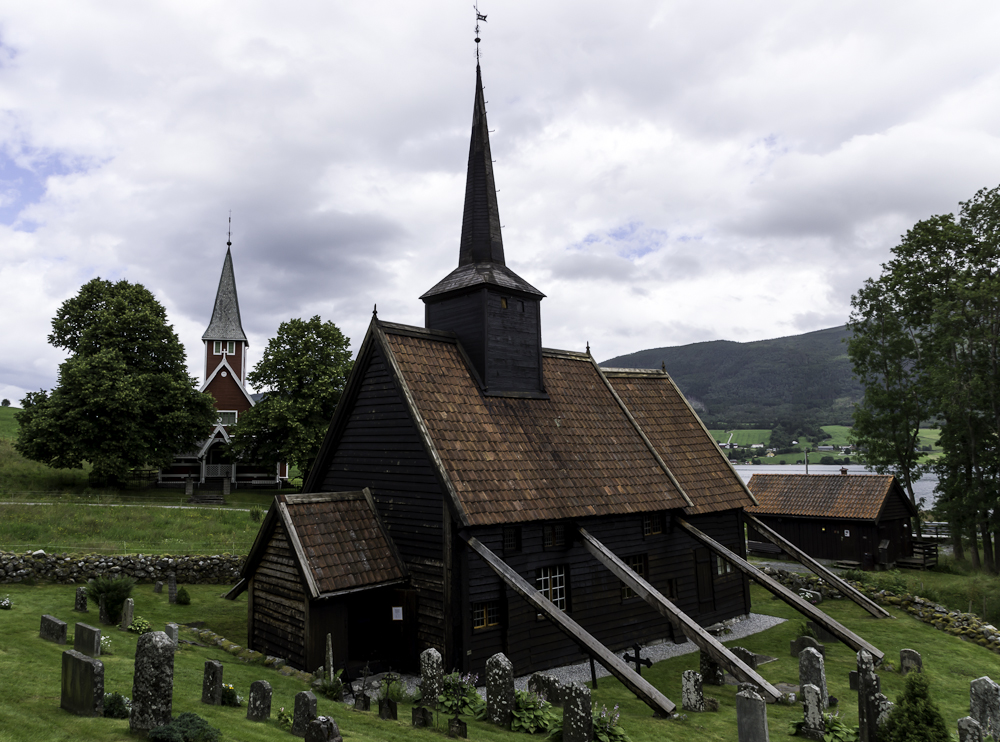
Stabkirche Rødven

Die Kommune Rauma wurde zum 1. Januar 1964 gegründet. Sie entstand durch eine Zusammenlegung von Voll mit 1163, Eid mit 381, Grytten mit 3683 und Hen mit 1663 Einwohnern sowie einem von 1400 Personen bewohnten Gebiet der damaligen Kommune Veøy. Eid und Voll hatten zunächst unter dem Namen Eid og Voll als eine Kommune Bestand, als sie am 1. Januar 1884 aufgetrennt wurden. Bei der Trennung hatte Voll 695 und Eid 1048 Einwohner. Hen war am 1. Januar 1902 durch die Abspaltung von Grytten gegründet worden, wobei Grytten mit 1728 verblieb und die neue Kommune Hen 1128 Bewohner hatte. Im Jahr 1996 beschloss das Kommunalparlament von Rauma, dass Åndalsnes den Stadtstatus erhalten solle.
In der Kommune befinden sich mehrere Kirchen. Die Eid kyrkje und die Kors kirke sind Holzkirchen aus dem Jahr 1797, die Voll kyrkje eine Holzkirche aus dem Jahr 1896 und die Øverdalen kirke eine Holzkirche aus dem Jahr 1902. Die Grytten kirke ist eine im Jahr 1829 mit einem achteckigen Grundriss erbaute Holzkirche. Weitere Kirchen sind die Vågstranda kyrkje, die Rødven kirke, die Holm kyrkje und die Hen kirke. Die Stabkirche Rødven ist die einzige Stabkirche in der Region Romsdal. Sie wurde um das Jahr 1300 herum erbaut.

## Wirtschaft und Infrastruktur

### Verkehr

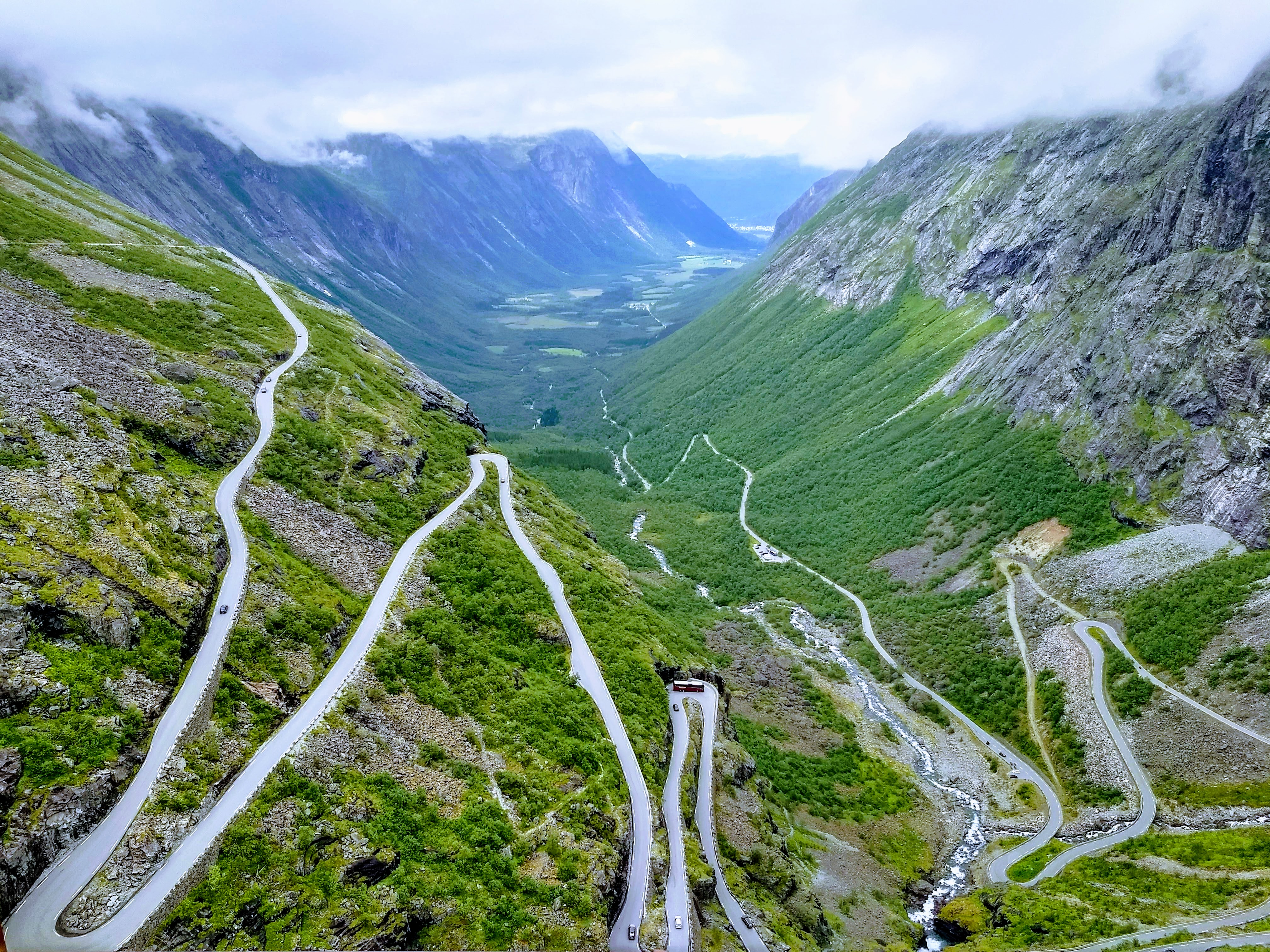
Trollstigen, Abschnitt des Fylkesvei 63

Durch das Tal Romsdalen, entlang des Flusses Rauma verlaufen wichtige Verkehrsadern der Region. Die Europastraße 136 (E136) verläuft von Süden aus dem Fylke Innlandet kommend in den Norden bis Åndalsnes, wo sie am Romsdalsfjord angekommen in den Westen abknickt. Dort führt sie durch den Innfjordtunnel hindurch und weiter an der Südküste des Fjords in den Nordwesten. Dort durchquert die Straße den Måndalstunnel und verläuft schließlich weiter nach Vestnes. Dort mündet sie schließlich in die Europastraße 39 (E39), die entlang der norwegischen Westküste die Verbindung zwischen Kristiansand und Trondheim herstellt. Ebenfalls parallel zur Rauma führt die Bahnlinie Raumabanen von Åndalsnes in den Südosten. Sie endet in der Ortschaft Dombås, wo sie mit der Bahnlinie Dovrebanen zusammenläuft. Bei der Ortschaft Verma überquert die Eisenbahnbrücke Kylling bru über die Rauma
Bei Åndalsnes mündet der Fylkesvei 64 in die E136. Die Straße verläuft stellt die Verbindung zur Ortschaft Isfjorden im Osten sowie weiter zur Küste des Langfjords her. Dort überquert eine Fähre den Fjord und stellt somit die Anbindung zur Kommune Molde her. Weiter südlich im Verlauf der E136 zweigt der Fylkesvei 63 in den Südwesten ab. Der Fylkesvei beinhaltet den serpentinenreichen Straßenabschnitt Trollstigen. Der Abschnitt bildet eine der bekanntesten Touristenstraßen Norwegens. Die Straße Trollstigen führt hinauf auf den Pass Alnesreset zwischen den Bergen Alnestinden im Westen und Skarfjellenden im Südosten. Hier verlässt sie die Kommune Rauma und wechselt in die Kommune Fjord.

### Wirtschaft
Für die Landwirtschaft ist vor allem die Rinder- und Schafshaltung von Bedeutung, wobei diese vor allem in den niedriggelegeneren Gebieten verbreitet ist. Des Weiteren ist die Forstwirtschaft von Bedeutung. Eine wichtige Einnahmequelle ist auch der Handel und das Übernachtungsgewerbe. Grundlage für den Tourismus sind unter anderem Outdoor-Aktivitäten wie Angeln oder Klettern. Im Bereich der Industrie ist unter anderem die Herstellung von Möbeln weiter verbreitet, traditionell war die Textilindustrie wichtig für die Kommune. Südlich von Åndalsnes liegt das Militärlager Setnesmoen, das im 18. Jahrhundert ein zentraler Exerzierplatz von Møre und Romsdal war. Das Lager ist die einzige größere Niederlassung des Militärs in Møre og Romsdal.
In Rauma werden mehrere Wasserkraftwerke betrieben, das größte davon ist das 1975 in Betrieb genommene Kraftwerk Grytten mit einer durchschnittlichen Jahresproduktion von etwa 680 GWh zwischen 1981 und 2010. Im Jahr 2020 arbeiteten von 3664 Arbeitstätigen 2863 in Rauma selbst, 267 waren in der Nachbargemeinde Molde tätig. Der Rest verteilte sich auf Kommunen wie Vestnes, Oslo und Bergen.

## Name und Wappen
Das seit 1983 offizielle Wappen der Kommune zeigt drei silberne Spitzen auf blauem Hintergrund. Die Spitzen soll die Berge symbolisieren. Der Gemeindename leitet sich vom Fluss Rauma ab, der auch als Namensgeber für die Region Romsdal fungierte.

## Persönlichkeiten
- Isak Stianson Pedersen (* 1997), norwegisch-isländischer Skilangläufer